# جيبستر كوماندو
جيبستر كوماندو (بالإنجليزية: Jeepster Commando)‏ هي سيارة من تصنيع شركة جيب.

## معرض صور

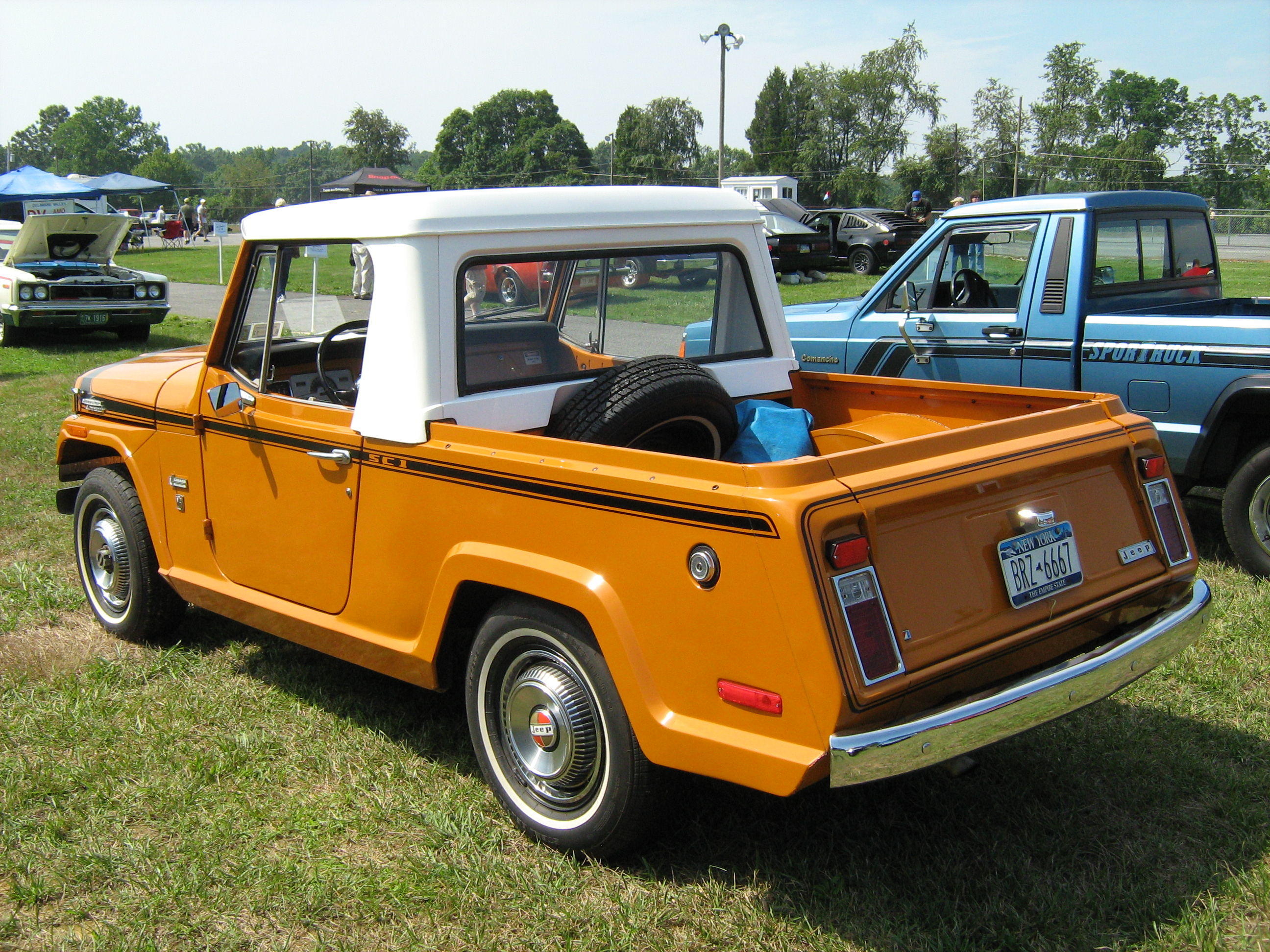
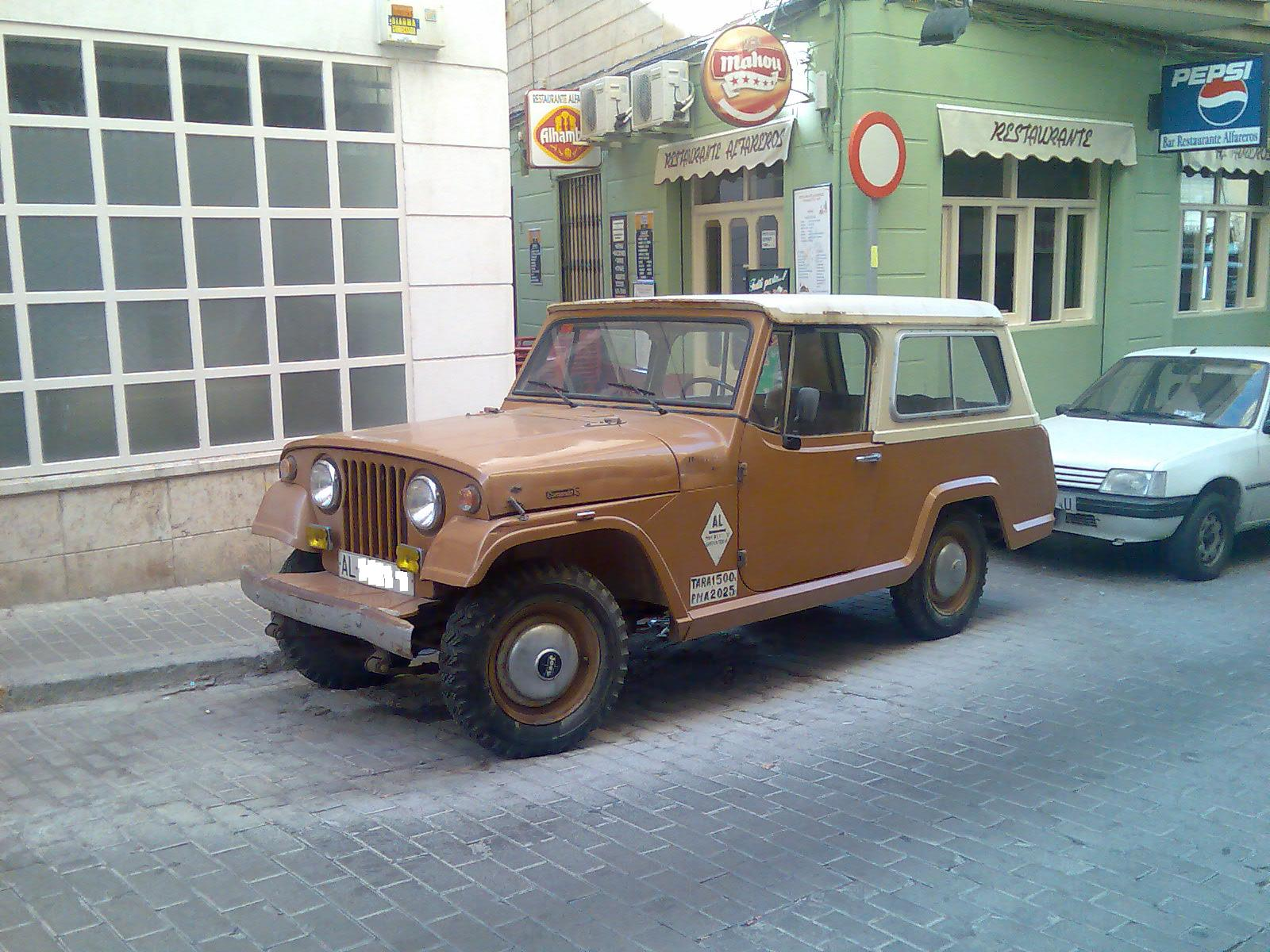
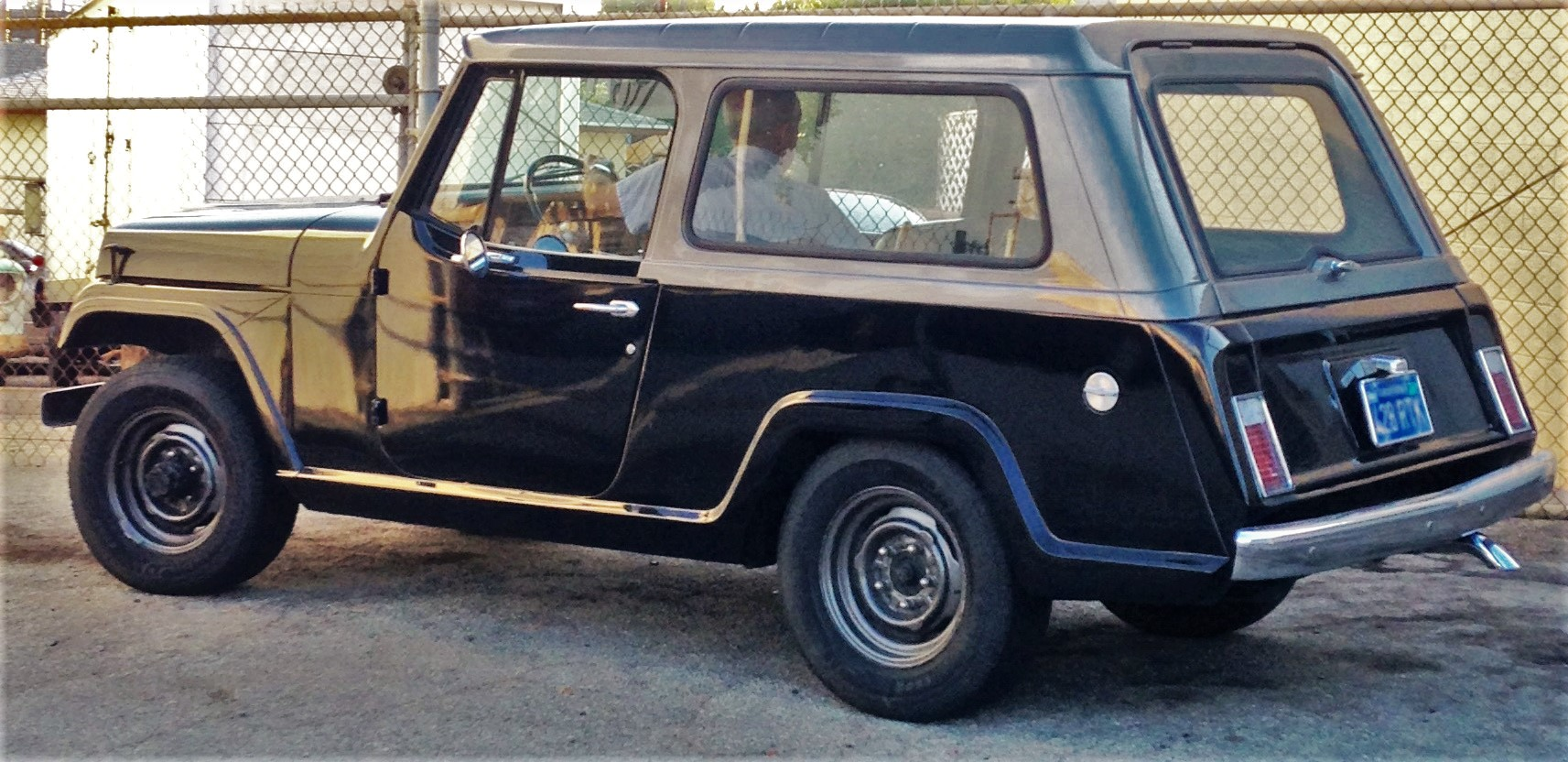
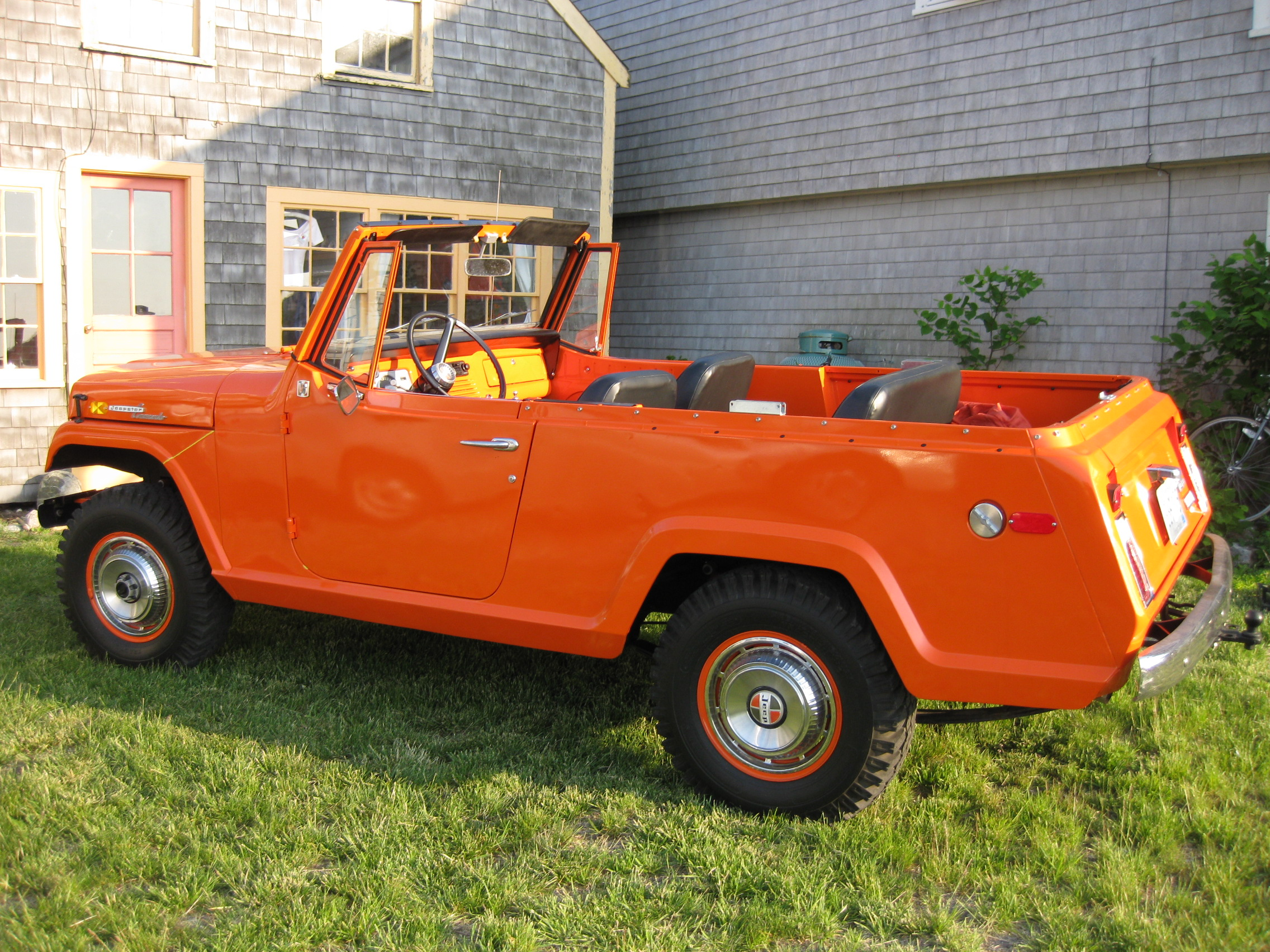